# Jリーグウイニングイレブン2008 クラブチャンピオンシップ
『Jリーグウイニングイレブン2008 クラブチャンピオンシップ』は、コナミデジタルエンタテインメントによるクラブ版『ウイニングイレブン』シリーズのゲームソフト。PlayStation 2用として2008年8月21日に発売された。

## 搭載モード
マッチ
1試合だけ遊ぶモード。
ファンタジスタ
1人の視点でサッカー人生を味わうモード。
マスターリーグ
育成や獲得交渉などで強くして優勝を目指すモード。
リーグ
1年間を戦って優勝を目指すモード。Jリーグのチームを選択した場合ぱ歴代の記録と競える。
カップ
1つのカップを戦って優勝を目指すモード。
クラブ紹介
Jリーグのクラブの歴史などを観覧するモード。
ワールドツアー
世界中を回って全大陸制覇を目指すモード。
コミュニティー
友達同士の戦いをサポートするモード。
セレクションマッチ　
ある条件で選ばれた選手で戦うモード。
エディット
選手やチームなどを編集するモード。
トレーニング
基本操作などの練習をするモード。

## ファンタジスタモード
今回は、MFだけでなくFWも出来るようになる。そして今回から25歳以降はいつでも引退が可能になり、その活躍にあわせて引退セレモニーや引退試合がある。
他にも特殊能力やパラメーターもそれなりに自分流に変化させることが出来る。

## ライセンス
今回は前作同様ブンデスリーガのライセンスは取れていない。またリーガ・エスパニョーラ、プレミアリーグは偽名収録となった。J1、J2、セリエA、リーグ・アン、エールディヴィジは実名で登場。
その他 AEKアテネ、SLベンフィカ、ベシクタシュJK、ボカ・ジュニオルス、セルティックFC、NKディナモ・ザグレブ、FCディナモ・キーウ、クラブ・ブルージュ、FCポルト、フェルネバフチェSK、FCバーゼル1893、ガラタサライ、オリンピアコスFC、パナシナイコスFC、レンジャーズ、FKツルベナ・ズベズダ、CAリーベル・プレート、RSCアンデルレヒト、FCスパルタク・モスクワ、SCインテルナシオナル、スポルティングがある。

## スタジアム
今作は、Jリーグのスタジアムが実名で収録されている。しかし、前作に収録してあった札幌ドーム、埼玉スタジアム2002、大阪長居スタジアム、エコパスタジアム、神戸総合運動公園ユニバー記念競技場は未収録である。
コナミは発売前にこれらのスタジアムが未収録という事を公表していなかったが、発売後に「権利の関係上、一部のスタジアムが未搭載である」という趣旨を公式HPに掲載した。未収録のスタジアムをホームとするクラブには、架空のスタジアムがホームスタジアムに割り振られている。

## 特徴
- J's GOALとコラボしている。
- リーグモードにおいてJリーグの実際の記録と競える。